# Mecklenburg-Vorpommersche Badmintonmeisterschaft
Mecklenburg-Vorpommersche Badmintonmeisterschaften werden seit der Saison 1990/1991 ausgetragen. Sie gingen aus den Bezirksmeisterschaften der ehemaligen DDR-Bezirke Rostock, Schwerin und Neubrandenburg hervor. Die Titelkämpfe stellen die dritthöchste Meisterschaftsebene im Badminton in Deutschland dar und sind die direkte Qualifikation für die Norddeutschen Badmintonmeisterschaften. Die Erstausgabe der Titelkämpfe fand am 5. und 6. Januar 1991 in Greifswald statt.

## Titelträger
| Saison    | Herreneinzel                              | Dameneinzel                                 | Herrendoppel                                                                    | Damendoppel                                                                         | Mixed                                                                               |
| --------- | ----------------------------------------- | ------------------------------------------- | ------------------------------------------------------------------------------- | ----------------------------------------------------------------------------------- | ----------------------------------------------------------------------------------- |
| 1990/1991 | Jens Thonack (BSV Greifswald)             | Petra Schubert (BSV Greifswald)             | André Wiechmann (BSV Greifswald) Mike Joseph (BSV Greifswald)                   | Petra Schubert (BSV Greifswald) Anke Kunisch (BSV Greifswald)                       | André Wiechmann (BSV Greifswald) Ulrike Jähne (BSV Greifswald)                      |
| 1992/1997 | keine Daten                               | keine Daten                                 | keine Daten                                                                     | keine Daten                                                                         | keine Daten                                                                         |
| 1998/1999 | Patrick Nelte (BSV Greifswald)            | Kirstin Töllner (BSV Greifswald)            | André Wiechmann (BSV Greifswald) Mike Joseph (BSV Greifswald)                   | Kirstin Töllner (BSV Greifswald) Kristin Petschaelis (BSV Greifswald)               | Henrik Nehmzow (BSV Greifswald) Kristin Petschaelis (BSV Greifswald)                |
| 1999/2000 | Thomas Mundt (Greifswalder SV 98)         | Kristin Petschaelis (Greifswalder SV 98)    | André Wiechmann (Greifswalder SV 98) Thomas Mundt (Greifswalder SV 98)          | Kirstin Töllner (Greifswalder SV 98) Kristin Petschaelis (Greifswalder SV 98)       | Henrik Nehmzow (Greifswalder SV 98) Kristin Petschaelis (Greifswalder SV 98)        |
| 2000/2001 | Andreas Kämmer (Greifswalder SV 98)       | Astrid Hoffmann (BSC 95 Schwerin)           | André Wiechmann (Greifswalder SV 98) Henrik Nehmzow (Greifswalder SV 98)        | Kristin Petschaelis (Greifswalder SV 98) Ulrike Heiden (Greifswalder SV 98)         | André Wiechmann (Greifswalder SV 98) Kristin Petschaelis (Greifswalder SV 98)       |
| 2001/2002 | Andreas Kämmer (Greifswalder SV 98)       | Ulrike Heiden (Greifswalder SV 98)          | Andreas Kämmer (Greifswalder SV 98) André Wiechmann (Greifswalder SV 98)        | Stefanie-Sophie Kuhr (Greifswalder SV 98) Manja Hinrich (Greifswalder SV 98)        | Robert Folgmann (Greifswalder SV 98) Ulrike Heiden (Greifswalder SV 98)             |
| 2002/2003 | Henrik Nehmzow (Greifswalder SV 98)       | Ulrike Heiden (Greifswalder SV 98)          | Henrik Nehmzow (Greifswalder SV 98) André Wiechmann (Greifswalder SV 98)        | Petra Teichmann (BSV Einheit Greifswald) Maria Richter (BSV Einheit Greifswald)     | André Wiechmann (Greifswalder SV 98) Ulrike Heiden (Greifswalder SV 98)             |
| 2003/2004 | Michael Kämmer (Greifswalder SV 98)       | Maria Richter (BSV Einheit Greifswald)      | Michael Kämmer (Greifswalder SV 98) Jens Niemann (Greifswalder SV 98)           | Maria Richter (BSV Einheit Greifswald) Petra Teichmann (BSV Einheit Greifswald)     | Edgar Michalowsky (BSV Einheit Greifswald) Petra Teichmann (BSV Einheit Greifswald) |
| 2004/2005 | Hajo Hoffmann (Greifswalder SV 04)        | Maria Richter (BSV Einheit Greifswald)      | Matthias Redlich (Greifswalder SV 04) Henrik Nehmzow (Greifswalder SV 04)       | Maria Richter (BSV Einheit Greifswald) Grit Timm (BSV Einheit Greifswald)           | Edgar Michalowsky (BSV Einheit Greifswald) Petra Teichmann (BSV Einheit Greifswald) |
| 2005/2006 | Marc Roberts (BSV Einheit Greifswald)     | Maria Richter (BSV Einheit Greifswald)      | Matthias Redlich (Greifswalder SV 04) Henrik Nehmzow (Greifswalder SV 04)       | Maria Richter (BSV Einheit Greifswald) Michaela Riebau (BSV Einheit Greifswald)     | Marc Roberts (Greifswalder SV 04) Maria Richter (BSV Einheit Greifswald)            |
| 2006/2007 | Matthias Redlich (Greifswalder SV 04)     | Maria Richter (BSV Einheit Greifswald)      | Matthias Redlich (Greifswalder SV 04) Henrik Nehmzow (Greifswalder SV 04)       | Maria Richter (BSV Einheit Greifswald) Petra Teichmann (BSV Einheit Greifswald)     | Matthias Redlich (Greifswalder SV 04) Manja Hinrich (Greifswalder SV 04)            |
| 2007/2008 | Matthias Redlich (Greifswalder SV 04)     | Maria Richter (BSV Einheit Greifswald)      | Matthias Redlich (Greifswalder SV 04) Henrik Nehmzow (Greifswalder SV 04)       | Maria Richter (BSV Einheit Greifswald) Petra Teichmann (BSV Einheit Greifswald)     | Matthias Redlich (Greifswalder SV 04) Manja Hinrich (Greifswalder SV 04)            |
| 2008/2009 | Matthias Redlich (Greifswalder SV 04)     | Petra Teichmann (BSV Einheit Greifswald)    | Matthias Redlich (Greifswalder SV 04) Henrik Nehmzow (Greifswalder SV 04)       | Petra Teichmann (BSV Einheit Greifswald) Maria Richter (BSV Einheit Greifswald)     | André Wiechmann (Greifswalder SV 04) Petra Teichmann (BSV Einheit Greifswald)       |
| 2009/2010 | Hajo Hoffmann (Greifswalder SV 04)        | Petra Teichmann (BSV Einheit Greifswald)    | Hajo Hoffmann (Greifswalder SV 04) Maik Pierron (Greifswalder SV 04)            | Petra Teichmann (BSV Einheit Greifswald) Andrea Uecker (BSV Einheit Greifswald)     | André Wiechmann (Greifswalder SV 04) Petra Teichmann (BSV Einheit Greifswald)       |
| 2010/2011 | André Wiechmann (Güstrower SC 09)         | Petra Teichmann (BSV Einheit Greifswald)    | Edgar Michalowsky (BSV Einheit Greifswald) Thomas Paul (BSV Einheit Greifswald) | Maria Richter (BSV Einheit Greifswald) Petra Teichmann (BSV Einheit Greifswald)     | André Wiechmann (Güstrower SC 09) Maria Richter (BSV Einheit Greifswald)            |
| 2011/2012 | André Wiechmann (Güstrower SC 09)         | Maria Richter (BSV Einheit Greifswald)      | André Wiechmann (Güstrower SC 09) René Klein (Güstrower SC 09)                  | Maria Richter (BSV Einheit Greifswald) Katrin Richter (Ribnitzer SV)                | André Wiechmann (Güstrower SC 09) Maria Richter (BSV Einheit Greifswald)            |
| 2012/2013 | Sebastian Becker (BSV Einheit Greifswald) | Maria Richter (BSV Einheit Greifswald)      | André Wiechmann (Güstrower SC 09) René Klein (Güstrower SC 09)                  | Luise Mai (BSC 95 Schwerin) Samira Shiw Gobin (BSC 95 Schwerin)                     | Thomas Paul (BSV Einheit Greifswald) Maria Richter (BSV Einheit Greifswald)         |
| 2013/2014 | Sebastian Becker (BSV Einheit Greifswald) | Katja Michalowsky (BSV Einheit Greifswald)  | André Wiechmann (Güstrower SC 09) René Klein (Güstrower SC 09)                  | Luise Mai (BSC 95 Schwerin) Samira Shiw Gobin (BSC 95 Schwerin)                     | Thomas Paul (BSV Einheit Greifswald) Katja Michalowsky (BSV Einheit Greifswald)     |
| 2014/2015 | Micha Selke (BSC 95 Schwerin)             | Samira Shiw Gobin (BSC 95 Schwerin)         | André Wiechmann (Güstrower SC 09) René Klein (Güstrower SC 09)                  | Luise Mai (BSC 95 Schwerin) Samira Shiw Gobin (BSC 95 Schwerin)                     | Patrick Wysocki (BSV Einheit Greifswald) Katja Michalowsky (BSV Einheit Greifswald) |
| 2015/2016 | André Wiechmann (Güstrower SC 09)         | Katja Michalowsky (BSV Einheit Greifswald)  | André Wiechmann (Güstrower SC 09) René Klein (Güstrower SC 09)                  | Katja Michalowsky (BSV Einheit Greifswald) Marieke Wagener (BSV Einheit Greifswald) | Claudio Fiebig (BSV Einheit Greifswald) Katja Michalowsky (BSV Einheit Greifswald)  |
| 2016/2017 | Malte Zastrow (BSC 95 Schwerin)           | Katja Michalowsky (BSV Einheit Greifswald)  | Matthias Redlich (Greifswalder SV 98) Maik Pierron (Greifswalder SV 98)         | Anne-Christin Reiter (Greifswalder SV 98) Petra Teichmann (Greifswalder SV 98)      | Maik Pierron (Greifswalder SV 98) Petra Teichmann (Greifswalder SV 98)              |
| 2017/2018 | Alexander Kolb (BSV Einheit Greifswald)   | Samira Shiw Gobin (BSC 95 Schwerin)         | Claudio Fiebig (BSV Einheit Greifswald) Nick Kloß (BSV Einheit Greifswald)      | Anne-Christin Reiter (Greifswalder SV 98) Petra Teichmann (Greifswalder SV 98)      | Nick Kloß (BSV Einheit Greifswald) Katja Michalowsky (BSV Einheit Greifswald)       |
| 2018/2019 | Michael Kämmer (Greifswalder SV 98)       | Katja Michalowsky (BSV Einheit Greifswald)  | Fabian Bebernitz (BSC 95 Schwerin) Richard Edelmann (BSC 95 Schwerin)           | Katja Michalowsky (BSV Einheit Greifswald) Luise Kunzmann (Güstrower SC 09)         | André Wiechmann (Güstrower SC 09) Luise Kunzmann (Güstrower SC 09)                  |
| 2019/2020 | Maik Pierron (Greifswalder SV 98)         | Luise Kunzmann (Güstrower SC 09)            | Fabian Bebernitz (BSC 95 Schwerin) Richard Edelmann (BSC 95 Schwerin)           | Samira Shiw Gobin (BSV Einheit Greifswald) Luise Kunzmann (Güstrower SC 09)         | André Wiechmann (Güstrower SC 09) Luise Kunzmann (Güstrower SC 09)                  |
| 2020/2021 | nicht ausgetragen                         | nicht ausgetragen                           | nicht ausgetragen                                                               | nicht ausgetragen                                                                   | nicht ausgetragen                                                                   |
| 2021/2022 | Michael Kämmer (Greifswalder SV 98)       | Madeleine Hardt (Güstrower SC 09)           | Fabian Bebernitz (BSC 95 Schwerin) Lennard Hewelt (BSC 95 Schwerin)             | Mette-Marie Rudolph (BSC 95 Schwerin) Madeleine Hardt (BSC 95 Schwerin)             | Maik Pierron (Greifswalder SV 98) Petra Teichmann (Greifswalder SV 98)              |
| 2022/2023 | Finn Hellbach (BSV Einheit Greifswald)    | Mette-Marie Rudolph (BSC 95 Schwerin)       | Johannes Völsgen (Greifswalder SV 98) Benjamin Werschnik (Greifswalder SV 98)   | Mette-Marie Rudolph (BSC 95 Schwerin) Hanna Sommerfeld (BSC 95 Schwerin)            | Finn Hellbach (BSV Einheit Greifswald) Katja Michalowsky (BSV Einheit Greifswald)   |
| 2023/2024 | Michael Kämmer (Greifswalder SV 98)       | Wilhelmine Witthus (BSV Einheit Greifswald) | Michael Kämmer (Greifswalder SV 98) Maik Pierron (Greifswalder SV 98)           | Juliane Pöthkow (Greifswalder SV 98) Jana Siggelkow (Greifswalder SV 98)            | Finn Hellbach (BSV Einheit Greifswald) Katja Michalowsky (BSV Einheit Greifswald)   |
| 2024/2025 | Finn Hellbach (BSV Einheit Greifswald)    | Wilhelmine Witthus (BSV Einheit Greifswald) | Michael Kämmer (Greifswalder SV 98) Maik Pierron (Greifswalder SV 98)           | Yara Metzlaff (BSV Einheit Greifswald) Wilhelmine Witthus (BSV Einheit Greifswald)  | Maik Pierron (Greifswalder SV 98) Wiebke Hermann (Greifswalder SV 98)               |